# Troon (Schotland)
Troon is een stad in South Ayrshire aan de westkust van Schotland. Het ligt 12 km ten noorden van Ayr en ruim 5 km ten noordwesten van het vliegveld van Glasgow, Glasgow Prestwick International Airport. Er wonen ongeveer 15.000 mensen.
Troon is via de A759 verbonden met de A78 die loopt tussen Monkton en Irvine. Daarnaast heeft de stad een station aan de Ayrshire Coast Line (tussen Largs en Glasgow) en de Glasgow South Western Line (tussen Stranraer en Glasgow). 

## Havenstad
Troon is een havenstad voor vrachtschepen en veerdiensten naar Larne en Campbeltown. Er is ook een jachthaven en een vissershaven. Tot 2000 waren er ook scheepswerven.

## Golf
Troon is buiten Schotland vooral bekend om de golfbaan van de Royal Troon Golf Club, waar regelmatig het Brits Open wordt gespeeld.

## Geboren
- Steve Nicol (1961), voetbalcoach en voetballer

## Partnerstad
- Villeneuve-sur-Lot